# Diplazium roemerianum
Diplazium roemerianum là một loài thực vật có mạch trong họ Woodsiaceae. Loài này được (Kunze) C. Presl miêu tả khoa học đầu tiên năm 1836.